# Taraxacum paucilobum
Taraxacum paucilobum — вид квіткових рослин з родини айстрових (Asteraceae). Ареал: Австрія, Чехія, Словаччина, Німеччина, Угорщина, Польща, Румунія, Хорватія, Боснія і Герцеговина, Україна; це багаторічна рослина помірних біомів.
Вид росте на екстенсивно використовуваних вологих луках і вологих пасовищах.
Основні діагностичні ознаки цього таксону: листки від розпростертих до горизонтально-прямовисних, поздовжньо-обернено-ланцетних, середньо-зелені, виїмчасто-зубчасті, виїмчасто-дрібнолопатеві або лопатеві, рідше майже цілокраї; бічних часток 2–3, більш-менш трикутної форми; кінцева частка часто подовжена; черешок вузький, часто довгий, пурпуровий; стеблина зазвичай майже гола (нижче голови дуже рідко вкрита волосками), зверху багряна; квіткова голова мала, 2.0–2.5 см у діаметрі, квітки жовті; зовнішніх приквітків 10–12, щільно притиснуто, несуглобово, рідко війчасті, темно-зелені й зазвичай червонуваті зверху, ланцетні або широко ланцетні, 2.5–3.0 мм ушир, 4.0–6.0 мм завдовжки, межі приквітків +/- видимі, блідо-зеленуваті з рожевим; сім'янки 0.8–0.9 мм завтовшки й 4.0–4.5 мм завдовжки; папус 5.0–6.0 мм завдовжки.